# Magnavox Odyssey²
Odyssey² ou Videopac (G7000) foi uma console de videogame (console de vídeo games) bastante popular nos anos 70 e 80.
O console foi criado em 1978 pela empresa Magnavox / Philips (estas empresas uniram-se em 1974 sob a liderança da Philips) como evolução do console da Magnavox anterior, o Magnavox Odyssey, o primeiro console de vídeo games doméstico.
Ele foi lançado em Julho de 1978 nos Estados Unidos pela Magnavox com o nome Odyssey².
Mas foi lançado em Dezembro de 1978 pela Philips em vários países europeus com o nome "Videopac G7000", incluindo Portugal. Na França foi usado o nome C52 e a distribuição só ocorreu em 1979.
No Japão foi lançado em 1982 com o nome Odyssey² também.
O sistema chegou ao Brasil em maio de 1983. Pelo fato do primeiro console Odyssey nunca haver sido lançado oficialmente no Brasil, a Philips optou por vender seu sucessor no país apenas como "Odyssey", sem o número; isto gera certa confusão entre jogadores brasileiros e os dos demais países do mundo.
A Magnavox projetou uma nova consola chamada de Odyssey3, tendo sido apresentada publicamente, mas o projeto foi cancelado nos Estados Unidos. A Philips no entanto aproveitou o projeto e lançou na Europa a consola com o nome Philips Videopac + G7400. Existiu também o Philips Videopac G7200.
A nova geração de consolas e jogos da Philips seria na plataforma MSX.
A Philips traduziu alguns jogos para o português, o jogo K.C.'s Krazy Chase! (um clone de Pac-Man) foi lançado no Brasil como "Come-Come" e o jogo Pickaxe Pete foi lançado como "Didi na Mina Encantada" (protagonizado pelo personagem Didi Mocó de Renato Aragão). O jogo Pac-Man foi mais tarde proibido devido a problemas legais com a Atari.
Na Coreia do Sul, foi lançado em 1983.

## História

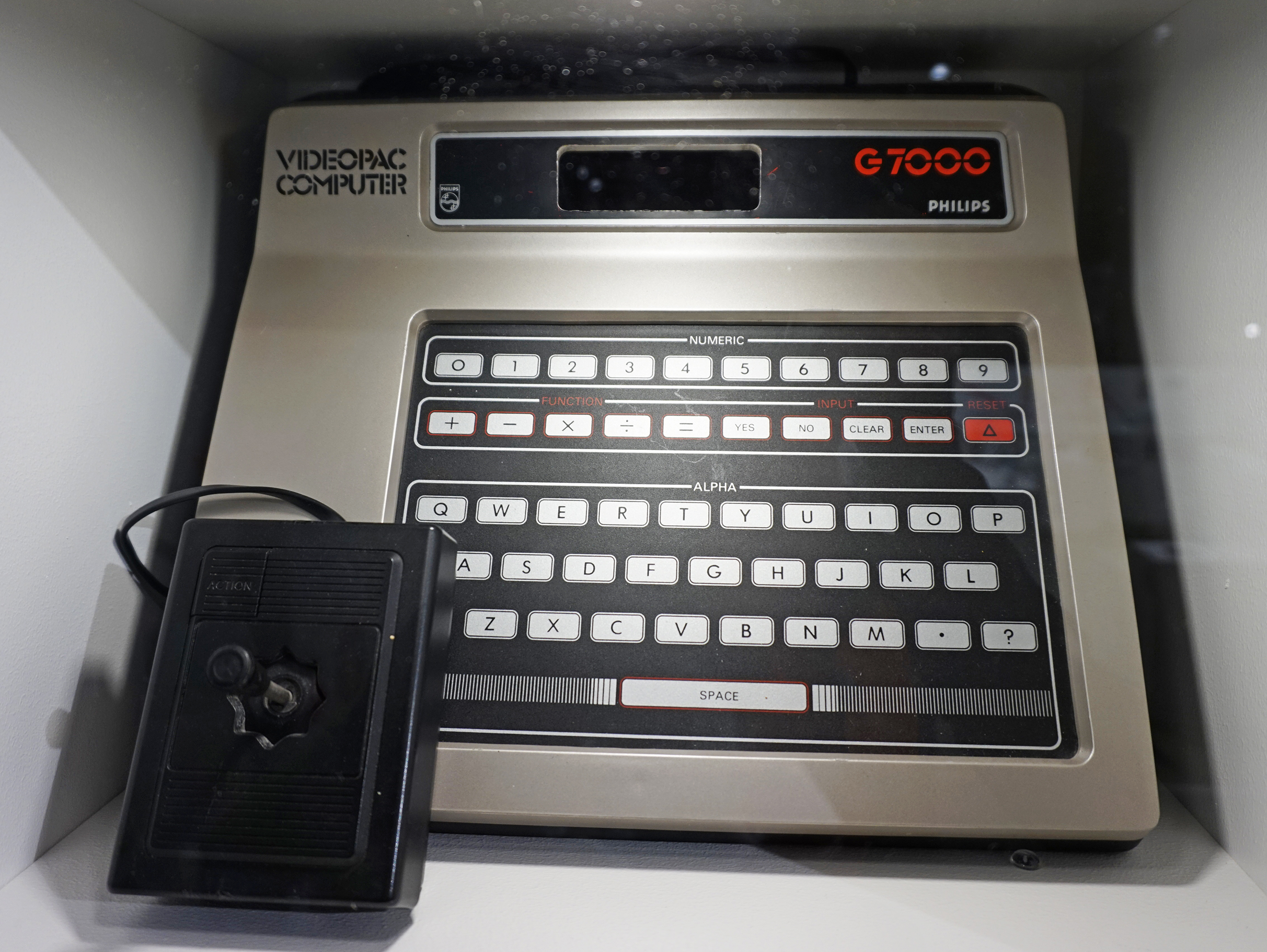
Videopac G7000.

Depois do relativo sucesso de suas plataformas Pong, a Magnavox resolveu dar seguimento ao seu Odyssey e lançar a sua segunda geração de consoles. A Magnavox estava voltada para o desenvolvimento do Odyssey² desde o Odyssey 4000 e agora seus esforços se concretizavam no novíssimo Odyssey² (1978).
Pode-se dizer que, pelo menos na Europa e nos EUA, o Odyssey² / Videopac foi popular. Não vendeu tanto como o Atari 2600 ou o Mattel Intellivision, ficando com o terceiro lugar. Um diferencial era  seu teclado "embutido", que permitia uma gama de jogos diferentes dos lançados pela Atari.
Em termos de mercado o Odyssey² não chegou a competir diretamente com o Atari 2600 ou o Intellivision, pois ambos tiveram um marketing mais elaborado e com um suporte de jogos melhor do que o do Odyssey², embora a plataforma tenha conseguido um grande número de fãs na Europa e no Brasil. Na Europa a consola ZX Spectrum foi o maior concorrente. Outro fato que contribuiu para maior disseminação de outras plataformas foi a grande pirataria e produtos copiados — jogos, cartuchos e consoles — o que não aconteceu com o Odyssey2 / Videopac.
Muitos dos primeiros jogos, gráficos e embalagens foram desenhados por Ron Bradford e Steve Lehner. Vários jogos foram criados e programados por equipas contratadas pela Philips, como a GST (Andy Eltis, Jake Dowding, Graham Conduit, Mick Rouse, Paul Johnson, etc).

## Outras denominações para o mesmo console
- Magnavox Odyssey² na América do Norte.
- Philips Videopac G7000 na Europa, incluindo Portugal.
- Philips C52 na França.
- Philips Odyssey no Brasil.
- Kōton Odyssey² no Japão.

## Propriedades técnicas[1]
- Processador: Intel 8048; clock: 1.79 MHz.
- Memória RAM: 256 bytes; 64 bytes no processador
- Memória de vídeo(VRAM): 256 bytes
- Gráficos: Intel 8244 custom Audio/Video IC; 16 cores possíveis; 4 sprites suportados;
- Som: Intel 8244 custom Audio/Video IC
- Resolution: 280x192
- Sprites: 4
- Sound: 1-channel mono
- Game Media: 2K programmable game card

## Emulação
Há um emulador open source de Odyssey² chamado O2EM. Inclui emulação a G7400 Philips Videopac entre outras funcionalidades. O emulador funciona em Linux, Microsoft Windows, MS-DOS e outras plataformas. O2EM, (que originalmente não era open source) foi criado em 1997 pelo programador Daniel Boris e reforçada por Andre Rodrigues de La Rocha.
O emulador multi-plataforma open source MESS tem suporte para Odyssey², e é o único emulador para emular o módulo de expansão de voz sem usar samples.